# 扎利沙尼
51°2′36″N 29°34′31″E / 51.04333°N 29.57528°E
扎利沙尼（烏克蘭語：Залишани）是位於烏克蘭北部的村莊，由基辅州维什霍罗德区的克拉斯亞蒂奇市鎮負責管轄。該村始建於1689年，面積10平方公里，海拔高度171米，2001年人口364，人口密度每平方公里36.4人。